# Apollodoro di Caristo
Apollodoro di Caristo, detto anche l’Ateniese (in greco antico: Ἀπολλόδωρος?, Apollòdōros; Caristo, ... – ...; fl. III secolo a.C.), è stato un commediografo greco antico, attivo nel III secolo a.C.

## Biografia
Secondo il lessico Suda questo autore della commedia nuova, che non deve essere confuso con il più antico  Apollodoro di Gela, aveva scritto 47 commedie, riportando cinque vittorie; fu soprannominato "Ateniese" poiché ottenne la cittadinanza ateniese.
Oggi restano una decina di titoli e una trentina di frammenti, dai quali appare per vari aspetti un continuatore di Menandro.
Almeno in due casi Terenzio riadattò commedie di Apollodoro: nel Phormio, che è 
un rifacimento dell'Ἐπιδικαζόμενος (Epidikazòmenos, "Colui che reclama in giudizio") e nell'Hecyra, che riprende l'omonima Ἑκυρά (Hecyrà, '"La suocera").

## Edizione dei frammenti
- R. Kassel, C. Austin, Poetae Comici Graeci, Berlino-New York, de Gruyter, 1983-, vol. II, pp. 485–501.